# Ilona Korstin
Ilona Kaljuvna Korstin (ryska: Илона Кальювна Корстин), född den 30 maj 1980 i Leningrad i Sovjetunionen (nu Sankt Petersburg, Ryssland), är en rysk basketspelare som var med och tog OS-brons 2004 i Aten. Hon var även med fyra år senare och tog OS-brons 2008 i Peking. 2004 var första gången Ryssland tog en medalj i damklassen vid de olympiska baskettävlingarna sedan Sovjettiden.